# アラン・カーティス
アラン・カーティス（Alan Curtis、1909年7月24日 - 1953年2月2日）はアメリカ合衆国の俳優。

## 略歴
1909年7月24日に米イリノイ州シカゴに生まれる。本名はハロルド・ユベロス（Harold Ueberroth）だが、苗字はネベロス（Neberroth）と誤記されることがある。
雑誌や新聞広告のモデルとしてキャリアをスタートさせた後、容姿の良さが注目され、1936年に映画デビューする。当初はクレジットなしの端役ばかりだったが、1940年代には人気俳優となる。
1953年2月2日に腎臓手術後の合併症のため43歳で亡くなる。
1960年2月8日にハリウッド・ウォーク・オブ・フェームに映画分野で星を授与される。

## 主な出演作品
- 空中散歩 Walking on Air (1936)
- 町一番のちゃっかり娘 Smartest Girl in Town (1936) ※クレジットなし
- 目撃者 Winterset (1936) ※クレジットなし
- ハイ・シェラ High Sierra (1941)
- 凸凹二等兵の巻 Buck Privates (1941) ※日本劇場未公開
- 永遠の調べ New Wine (1941) ※妻イロナとの共演作
- ヒットラーの狂人 Hitler's Madman (1943) ※日本劇場未公開
- 幻の女 Phantom Lady (1944)
- 拳銃兄弟 The Daltons Ride Again (1945) ※日本公開は44分の短縮版
- 地中海の虎 I pirati di Capri (1949) ※米伊合作